# Marskanäle

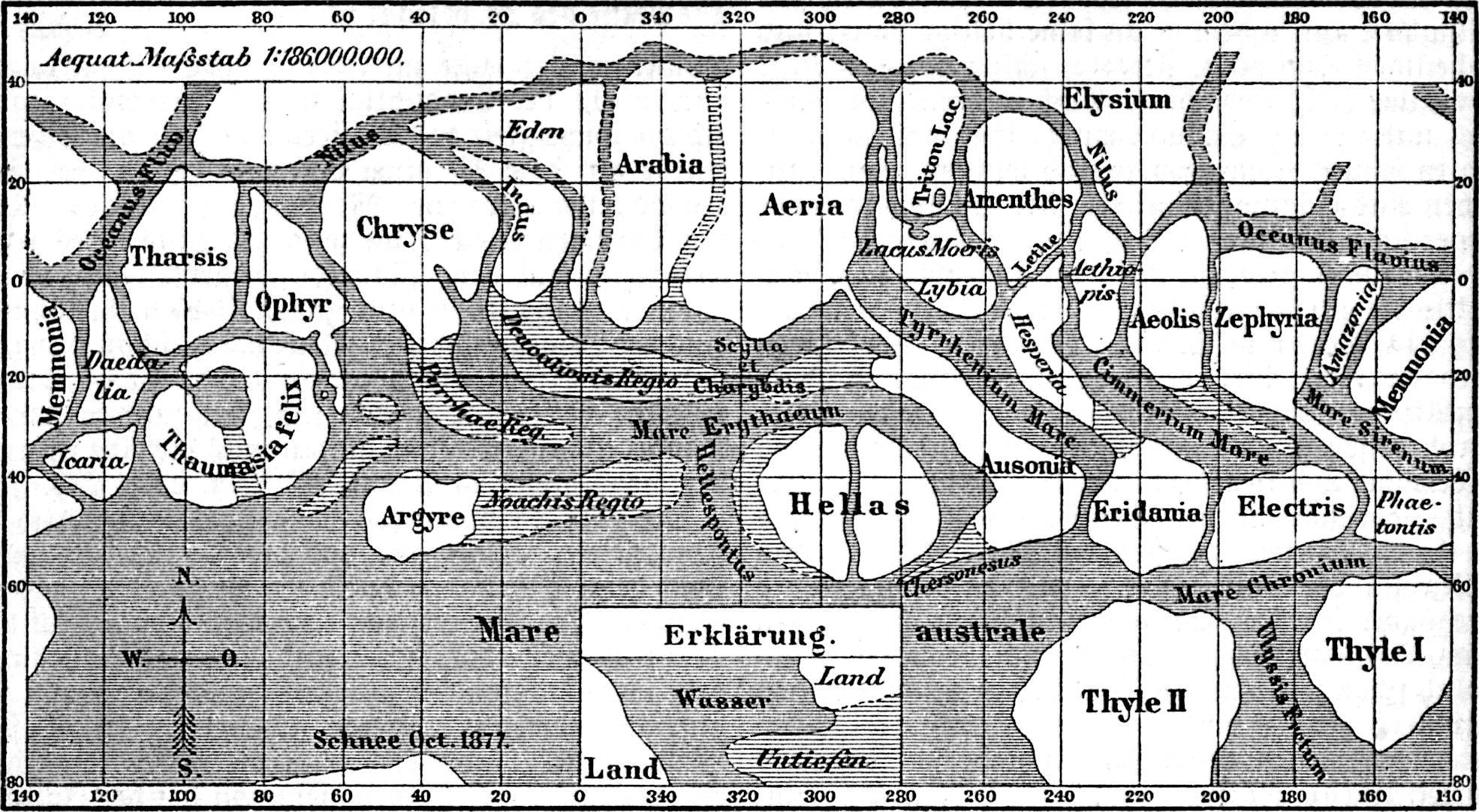
Karte der Marsoberfläche nach Schiaparelli

Die sogenannten Marskanäle sind feinste Linienstrukturen, die erstmals 1877 vom italienischen Astronomen Giovanni Schiaparelli bei der Beobachtung des Mars gesehen wurden. Einige von ihnen stellen Canyons oder Abstufungen im Gelände dar, die meisten entsprechen jedoch keinen heute bekannten Strukturen der Marsoberfläche. Sie sind teilweise als Albedo- und Kontrasteffekte zu deuten, teilweise als optische Täuschungen.
Schiaparelli hatte besonders scharfe Augen, weshalb seine „Canali“ (ital. für Rinnen) erst zwei Jahre später bei der nächsten Mars-Opposition auch von anderen Beobachtern gesehen werden konnten.
Diese noch ausführlicheren Beobachtungen wurden vor allem auf der Sternwarte in den Bergen über Nizza vorgenommen und ergaben zeitweise mehrere Dutzend solcher Linien. Nach diesen Feststellungen und denen anderer Marsforscher um 1900 (vor allem Percival Lowell, USA) verliefen sie fast geradlinig und nahmen in der Mehrzahl ihren Ausgang von dunklen Stellen des Planeten.

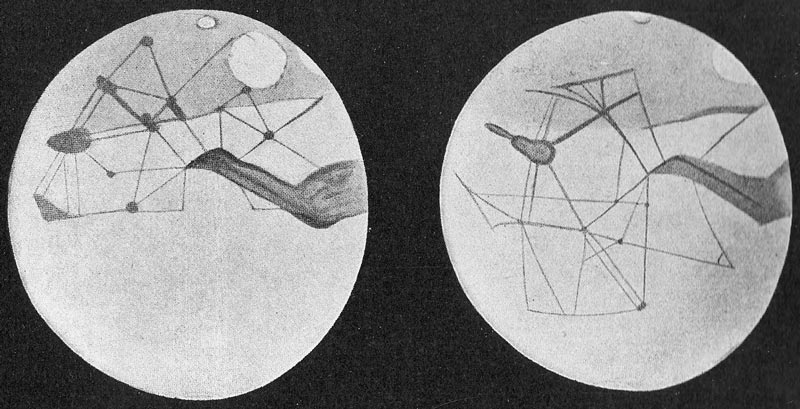
Marskanäle von Percival Lowell

## Veränderungen auf der Marsoberfläche
Zusammen mit jahreszeitlichen Verfärbungen (grau, rot, grünlich) ließ das in den Astronomen Camille Flammarion und Percival Lowell die Vorstellung entstehen, es könnte sich um künstliche Bauwerke von „Marsianern“ handeln. Abschätzungen ergaben eine Breite der „Kanäle“ von mindestens hundert Kilometern, was von den meisten Astronomen mit breiten Vegetationsgürteln entlang von Wasserläufen erklärt wurde. Lowell nahm sogar an, eine sterbende Zivilisation würde ihren langsam vertrocknenden Planeten durch Schmelzwasser von den beiden Polkappen künstlich bewässern.

## Fälschliche Deutung als Lebensspuren oder Kunstbauten

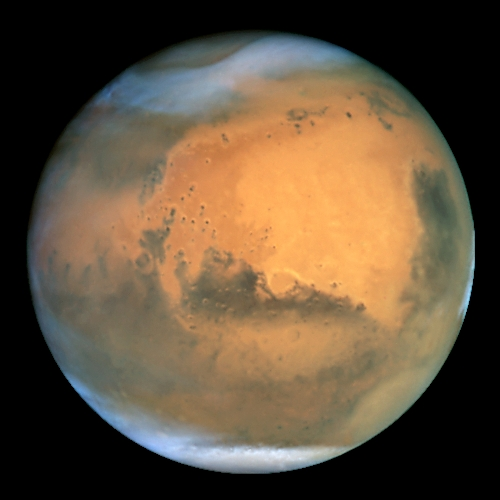
Mars, vom Hubble-Teleskop aufgenommen

Diese Vorstellung – die noch auf der Annahme einer relativ dichten Atmosphäre beruhte – gab Anlass zu zahlreichen Fachartikeln und Science-Fiction-Romanen, bis hin zu einem realistisch wirkenden Hörspiel von Orson Welles, das 1938 Teile der USA alarmierte. Mit größeren Fernrohren beobachtet, veränderten die „Canali“ allerdings meist ihre Gestalt, teilweise verdoppelten sie sich aber auch. Um 1910 wurden spektroskopisch (u. a. von Vesto Slipher) Spuren von Wasserdampf und später vermeintlich auch Vegetationsspektren beobachtet, von anderen Wissenschaftlern aber bezweifelt. In den 1930er Jahren kam zunehmend die Vermutung auf, es könnte sich um optische Täuschungen handeln, wie sie die Linienverstärkung der visuellen Bildverarbeitung im Gehirn bei besonderen Kontrastverhältnissen zuwege bringt. Antoniadis Marskarte von ca. 1935 zeigte statt Linienstrukturen nur aufeinanderfolgende Flecken.
Das Phänomen der Marskanäle war der wesentliche Anlass zur Gründung der Flagstaff- oder Lowell-Sternwarte in Arizona (1894). Sie wurde bald zum führenden Institut für Planetologie, an dem 1930 der Pluto entdeckt wurde, und entwickelte die moderne Spektroskopie. Diesbezügliche Untersuchungen der periodischen Verfärbungen seitlich einiger Marskanäle ließen sich jedoch bis in die 1960er Jahre nicht eindeutig pro oder contra niedriger Lebensspuren deuten, sodass die Astrobiologen noch 1963, kurz vor dem Start zweier Mariner-Marssonden, die Existenz von Moosen und Flechten am „Roten Planeten“ für möglich hielten.
Heute neigt die Fachwelt der Ansicht zu, dass die Marskanäle durch Besonderheiten der damaligen Refraktoren und von Helligkeit, Flecken und Kontrast der Marsoberfläche vorgetäuscht werden. Doch lässt sich ein Teil der Canali mit weiträumigen, nur schwach gekrümmten Linienstrukturen (Terrassen, Reihen von Kratern, Farb- und Schattenwirkungen) erklären. Sicher ist, dass Schiaparelli und seine Nachfolger den riesigen, 4000 km langen Canyon der Valles Marineris regelmäßig wahrnehmen konnten.